# Josef Jakubec (jezuita)
Josef Jakubec SJ (1. září 1932 Ústí nad Orlicí – 15. února 1995 Praha) byl český římskokatolický kněz a jezuita, který v letech 1990 až 1991 působil jako generální vikář královéhradecké diecéze.

## Život
Narodil se v rodině čalouníka a dekoratéra Františka Jakubce jako jedno z jeho osmi dětí. Dětství prožil v domě svého otce v Kostelní ulici v Ústí nad Orlicí, který byl později zbourán. V roce 1945 byl spolu se svým bratrem Václavem přijat ke studiu na jezuitské gymnázium na Velehradě, ústav však byl v roce 1948 zrušen. V srpnu 1949 vstoupil do jezuitského řádu a 13. dubna 1950 byl internován. Po propuštění z internace koncem roku 1950 mu již nebylo další teologické studium umožněno. Od 1. září 1952 do 30. listopadu 1954 sloužil u pomocného technického praporu v Komárně, poté se vrátil domů a pracoval na různých místech jako dělník.
Díky politickému uvolnění mu bylo umožněno v září 1968 odejít na jezuitskou univerzitu v Innsbrucku. Po roce studií byl 20. září 1969 vysvěcen na kněze a začal působit v královéhradecké diecézi, nejprve jako kostelník, poté jako výpomocný duchovní a nakonec jako duchovní správce; tím byl postupně v Hradci Králové, Chrasti, Licibořicích (od 1. června 1977), Štokách (od 1. srpna 1982) a Rychnově nad Kněžnou (od roku 1986). V roce 1990 ho biskup Otčenášek jmenoval generálním vikářem královéhradecké diecéze, jeho působení v této funkci však ukončil infarkt (generálním vikářem byl do 22. července 1991).
Po zotavení odešel do jezuitského kláštera na Svatém Hostýně a stal se sociem magistra noviců (tj. pomocníkem novicmistra). V roce 1992 se spolu s celým jezuitským noviciátem přestěhoval do Kolína. Později byl ustanoven duchovním správcem farnosti u kostela sv. Jiljí v Praze, kde působil až do své smrti. Byl pochován do řádové hrobky.
| Generální vikář královéhradecké diecéze | Generální vikář královéhradecké diecéze | Generální vikář královéhradecké diecéze |
| --------------------------------------- | --------------------------------------- | --------------------------------------- |
| Předchůdce: ?                           | 1990–1991 Josef Jakubec (jezuita)       | Nástupce: Josef Kajnek                  |